# مقال عن المنهج
 المقال عن المنهج هو مقال السيرة الذاتية الفلسفية، نشره رينيه ديكارت في 1637. اسمه الكامل هو: (مقالٌ عن المنهج المتبع لحسن قيادة عقل المرء والبحث عن الحقيقة في العلوم) (العنوان الفرنسي: Discours de la méthode pour bien conduire sa raison, et chercher la vérité dans les sciences). والمقال عن المنهج هو المصدر الشهير لاقتباس "je pense, donc je suis"  (أنا أفكر، إذًا أنا موجود)، التي توجد في الجزء الرابع من العمل. (البيان مماثل في اللاتينية، كوجيتو إرجو صام، تم العثور عليه في الجزء الأول، §7 أسس الفلسفة).
يُعد مقالٌ عن المنهج أحد الأعمال الأكثر تأثيرًا في تاريخ الفلسفة الحديثة، وهو مهمٌ لتطور العلوم الطبيعية. في هذا العمل يعالج ديكارت مشكلة الشك، والتي سبق دراستها من قبل سيكستوس إمبيريكوس، أبو حامد الغزالي وميشيل دي مونتين. وقد طوره ديكارت لغرض الحقيقة، ووجد أن الأدلة الدامغة جدالٌ. بدأ ديكارت صاحب الخط من التفكير من قبل الشك في كل شيء، وذلك لتقييم العالم من منظورٍ جديدٍ واضحٍ من أي أفكارٍ مسبقةٍ.
وقد نُشر الكتاب في الأصل في ليدن، هولندا. وفي وقتٍ لاحقٍ، تم ترجمته إلى اللاتينية، ونُشر مرةً أخرى في 1656 في أمستردام. كان المقصود من الكتاب أن يكون مقدمةً لثلاثة أعمال خواص البصريات والأرصاد الجوية. تحتوي مقدمة ديكارت الأولى على نظام إحداثي ديكارتي، التي تم كتابة النص ونشره باللغة الفرنسية بدلًا من اللاتينية، حيث أنها هي اللغة التي كانت تُكتب بها في معظم الأحيان النصوص الفلسفية والعلمية، وتُنشر (كما كانت معظم أعمال ديكارت الأخرى الجديرة بالذكر).
خواص البصريات (باللغة الفرنسية dioptrique تختص بالبصريات أو مبحث انكسار الضوء)، هي أطروحةٌ قصيرةٌ نُشرت في عام 1637، تدرج في واحدةٍ من المقالات المكتوبة مع المقال عن المنهج التي كتبها رينيه ديكارت. في هذا المقال يستخدم ديكارت نماذج مختلفة لفهم خصائص الضوء، يُعرف هذا المقال بأنه أكبر مساهمةٍ لديكارت في علم البصريات، كما أنه أول نشرٍ لقانون الانكسار جنباً إلى جنب مع تأملات في الفلسفة الأولى، مبادئ الفلسفة وقواعد في اتجاه العقل (قواعد لتوجيه العقل)، وأنها تشكل قاعدة نظرية المعرفة المعروفة باسم الديكارتية.

## تنظيم
ينقسم الكتاب إلى ستة أجزاءٍ، وُصفت في مقدمة المؤلف كالآتي:
1. اعتباراتٌ مختلفةٌ تلمس العلوم.
2. القواعد الرئيسة للأسلوب الذي اكتشفه الكاتب.
3. بعضٌ من قواعد الأخلاق التي كانت قد استنتجت من هذا الأسلوب.
4. التفكر والتأمل الذي كان ينص على وجود الله والروح البشرية.
5. ترتيب الأسئلة الفيزيائية التي حققت، وعلى وجه الخصوص تفسير وفهم حركة القلب وبعض صعوباتٍ أخرى تتعلق بالطب، وكذلك الفرق بين روح الإنسان وتلك التي للمتوحشين.
6. ما يراه الكاتب أن يكون مطلوبًا من أجل مزيدٍ من التقدم في التحقيق في الطبيعة من أنها لم تبذل، مع الأسباب التي قد سببت له اللجوء للكتابة.

### الجزء الأول: اعتباراتٌ مختلفةٌ عند لمس العلوم
ديكارت يبدأ السماح لنفسه ببعض الترف:
«الشعور الجيد هو كل شيءٍ بين الرجال، وهو يتوزع بينهم على حدٍ سواءٍ؛ كل واحدٍ يفكر بنفسه، حتى أن أولئك الذين هم الأكثر صعوبةً في تلبية كل شيءٍ آخر عادةً لا يرغبون في قياس أكبر من هذه النوعية من التي تمتلكها بالفعل»، في هذا فإن هوبز قد تبعه «لكن هذا قد أثبت أنه بدلًا من أن الرجال هم في هذه النقطة على قدم المساواة من غير تكافؤ، إلا أنه عادةً لا توجد علامةٌ أكبر من المساواة في توزيع أي شيءٍ من ذلك، كل رجلٍ هو قانعٌ بنصيبه» ويتابع مع تحذير «لايكفي أن تمتلك عقلًا قويًا، الشرط الأساسي الذي يجب أن تطبقه هو أعظم العقول، كما أنها قادرةٌ على أعلى درجات الامتياز، فإنها تكون مفتوحة أيضاً لأعظم الانحرافات، وأولئك الذين يسافرون ببطءٍ شديدٍ ربما بعد إحراز تقدمٍ أكبر بكثيرٍ، شريطة أن يبقوا دائمًا على الطريق المستقيم، أفضل من أولئك الذين يضلّون».
يصف ديكارت خيبة أمله مع تعليمه «سرعان ما كنت قد انتهيت من كامل الدراسة حتى وجدت نفسي متورطاً في الكثير من الشكوك والأخطاء، وأنني كنت مقتنعاً بأنني لم أتقدم بما فيه الكفاية من اكتشافٍ في كل منعطفٍ من جهلي بك». ويلاحظ فرحةً خاصةً به مع الرياضيات، وتتناقض لديه الأسس القوية في خطاباته من الأخلاق القديمة التي هي ذرى شاهقةً وقصورًا رائعةً مع أي أساسٍ أفضل من الرمل والطين.

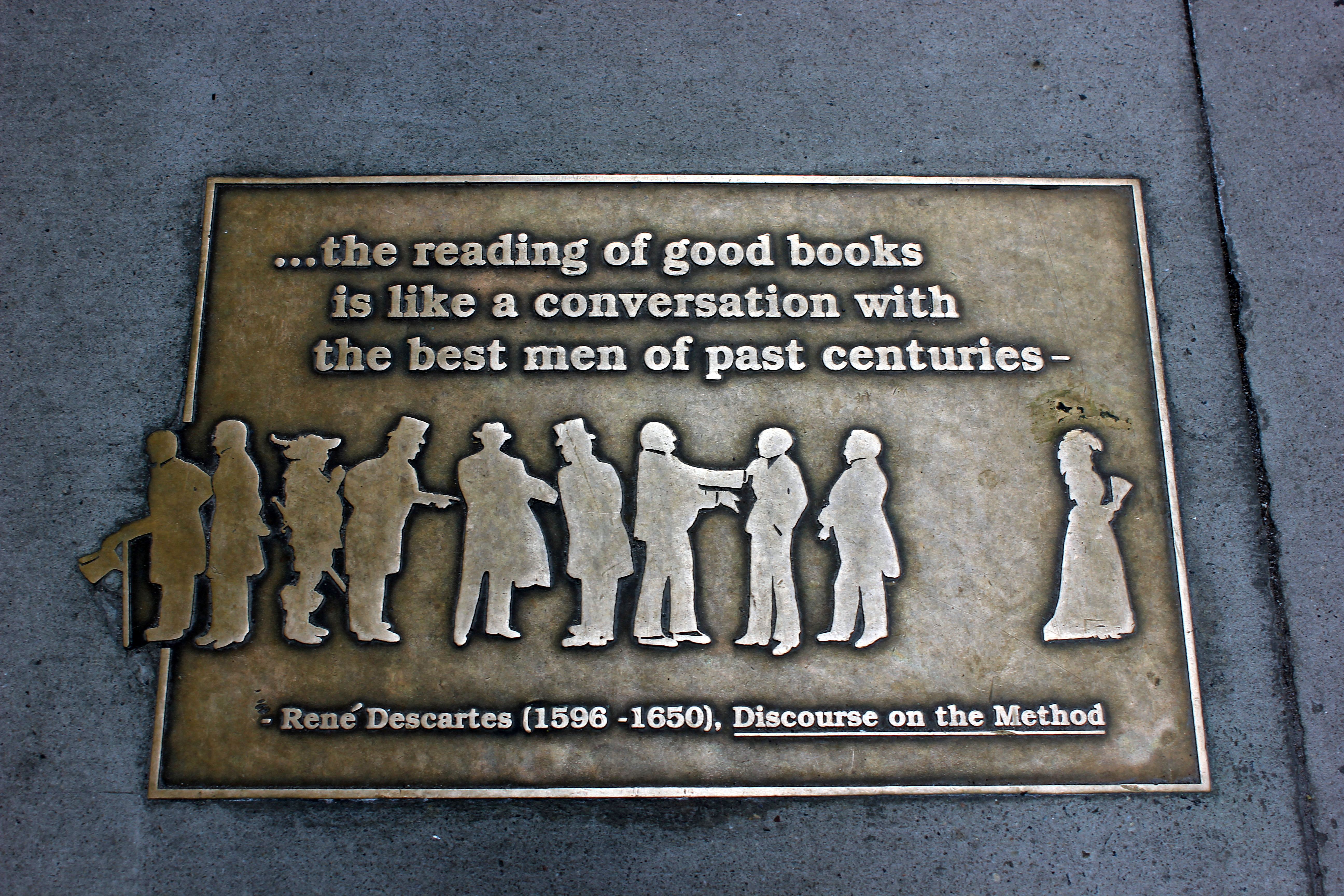
".... the reading of good books is like a conversation with the best men of past centuries"

## الترجمة للعربية
من بينها:
- مقال عن المنهج، (ترجمة: محمود محمد الخضيري)، المطبعة السلفية - ومكتبتها، 1930، مصر
- مقال عن المنهج، (ترجمة: محمود محمد الخضيري)، (تحقيق ومراجعة: محمد مصطفى حلمي)، 1968، مصر
- حديث الطريقة، (ترجمة: عمر الشارني)، 2008
- مقال عن المنهج، (ترجمة: محمود محمد الخضيري)، (مراجعة وتقديم: رسول محمد رسول)، دار الرافدين للطباعة والنشر والتوزيع، 2020

## الروابط الخارجية
- لا بيانات لهذه المقالة على ويكي بيانات تخص الفن

- كتاب مجاني: Discourse on the Method على مشروع غوتنبرغ
- كتاب مجاني: Discours de la Méthode على مشروع غوتنبرغ
- Contains Discourse on the Method, slightly modified for easier reading
- free audiobook at librivox.org or at audioofclassics
- Discourse on the Method of Rightly Conducting One's Reason and of Seeking Truth in the Sciences